# Yaquina Bay Bridge
Die Yaquina Bay Bridge ist eine Bogenbrücke, die die Küstenstraße im Verlauf des U.S. Highway 101 über die Yaquina Bay verbindet. Sie befindet sich südlich der Stadt Newport in Oregon an der Westküste der USA. Im Norden grenzt die Brücke an den Yaquina Bay State Park mit dem berühmten Leuchtturm Yaquina Bay Lighthouse, der von der Brücke aus zu sehen ist.

## Beschreibung
Die Arbeiten an der Brücke begannen am 3. Mai 1933, indem Hilfsbrücken auf beiden Ufern erbaut wurden. Das meiste Baumaterial wurde mit der Eisenbahn an die Küste transportiert. Am 6. September 1936 wurde die von Conde McCullough entworfene Brücke eröffnet, die Einweihung fand am Labor Day, einen Tag früher statt. Die Brücke ersetzte so die bisherige Fährverbindung über die Bucht. Im selben Jahr wurden vier weitere von ihm entworfene Brücken im Verlauf der Küstenstraße in Oregon eröffnet. Die Kosten für die Yaquina Bay Bridge beliefen sich damals auf 1.301.016 US-Dollar, die nach der Weltwirtschaftskrise aus dem vom amerikanischen Präsidenten Franklin D. Roosevelt geschaffenen National Industrial Recovery Act kamen. Insgesamt wurden 5.602.000 US-Dollar für die Brücken entlang der Küstenstraße 101 in Oregon ausgegeben. Durch diese durchgängige Straßenverbindung konnte die Wirtschaft und der Tourismus an der Küste stark intensiviert werden.

## Aufbau
Beim Bau der Brücke wurden etwa 23.000 m3 Beton, 1.123 Tonnen verstärkter Stahl und 2065 Tonnen Baustahl verwendet, es waren etwa 220 Arbeiter beschäftigt. Die Brücke hat zwei Fahrbahnen und Fußgängerwege auf beiden Seiten. Der Hauptbogen aus Stahl hat eine Spannweite von 107 Metern und eine Höhe von 82 Metern über dem Wasser. Die Stahlbetonpfeiler des Hauptbogens stehen in einer Wassertiefe von etwa 18 Metern. Ein Plattformträger aus Beton bildet den nördlichen Träger, eine Reihe von 5 Bögen aus Stahl den südlichen Teil der Brücke. In ihrem Verlauf hat die Fahrbahn eine Steigung von durchschnittlich 4 Prozent. Wie viele andere Brücken die von McCullough entworfen wurden, weist auch die Yaquina Bay Bridge viele typische Architekturmerkmale wie etwa neugotische Türmchen, Obelisken des Art déco oder romanische Bögen auf. Die Türmchen auf jeder der vier Seiten des großen Bogens haben eine Durchführung für Fußgänger und dienen dekorativen Zwecken, die dekorativen Treppen am Nordende der Brücke sind eine weitere stilistische Besonderheit.

## Nutzung
Der durchschnittliche tägliche Verkehr über die Brücke beträgt etwa 18.000 Fahrzeuge (2007). Die Untersuchung der Statik vom Oregon Department of Transportation im Jahr 2007 hat ergeben, dass sich die Brücke in einem ausreichenden bis zum Teil ungenügendem Zustand befindet. Für das Jahr 2011 sind umfangreiche Renovierungsmaßnahmen im Wert von etwa 9,5 Millionen US-Dollar geplant. In dem Film Prom Night aus dem Jahr 2008 taucht die Brücke in der Anfangsszene auf.

## Galerie

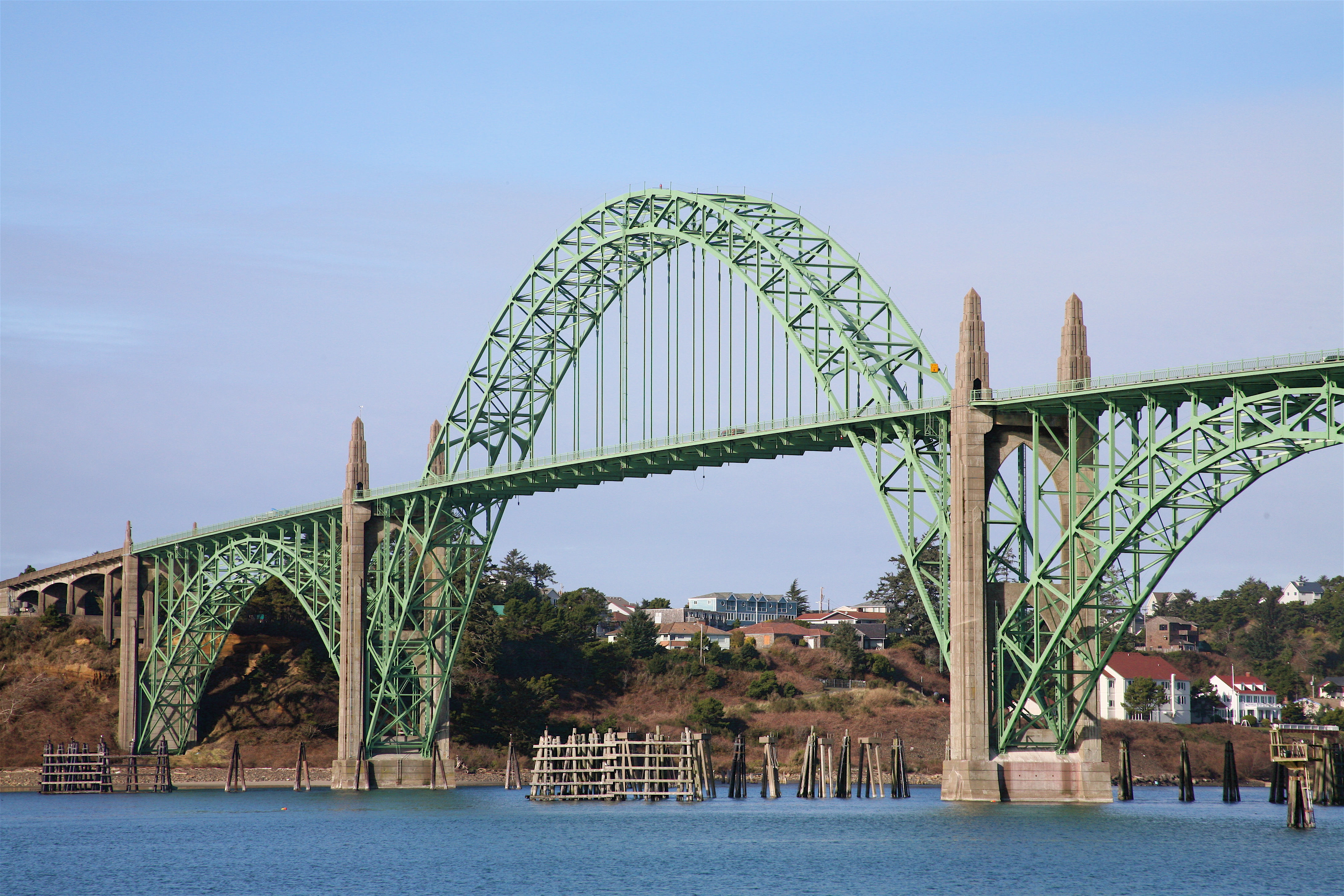
Der Hauptbogen auf der nördlichen Seite
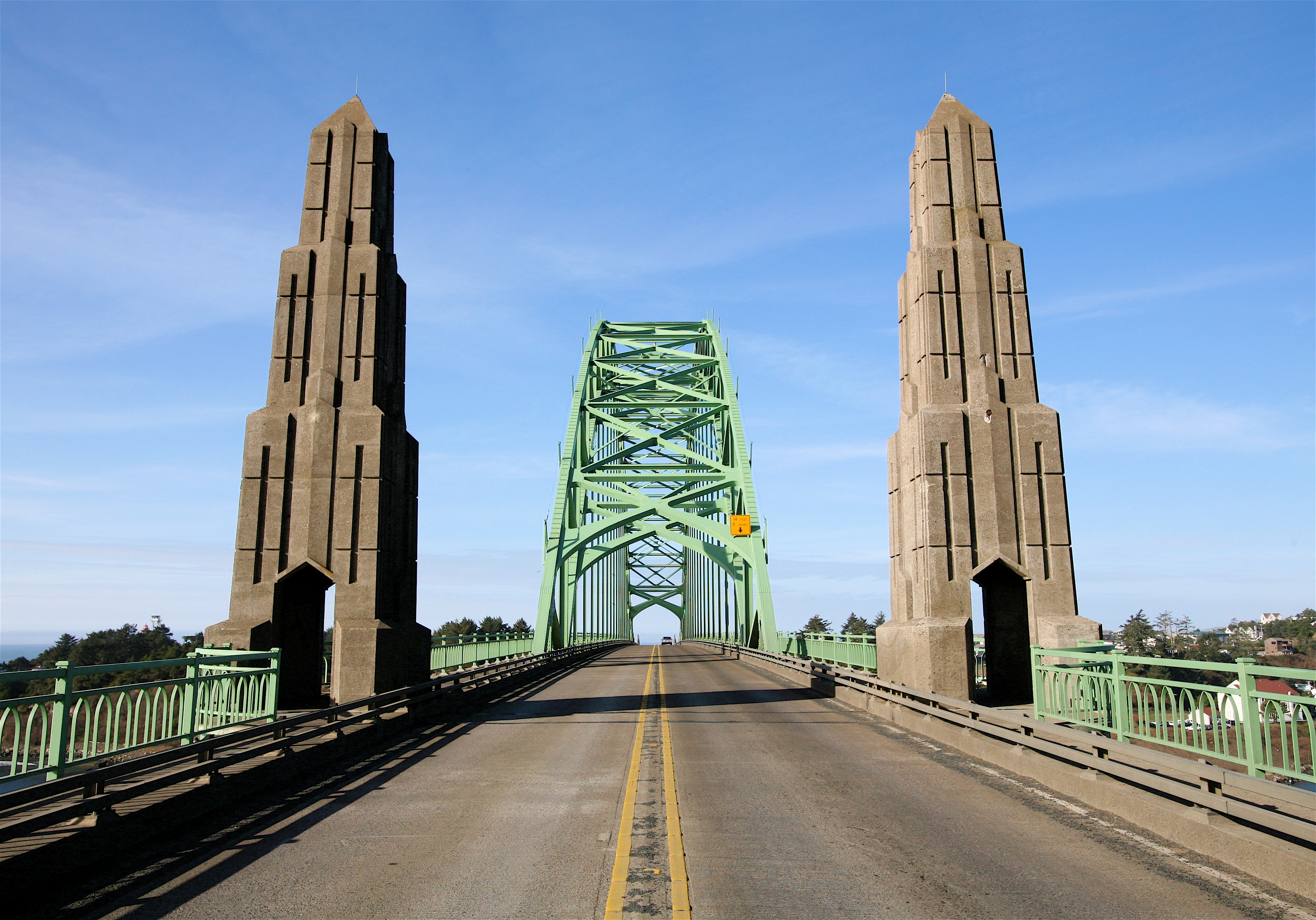
Blick entlang der Straße durch den Hauptbogen
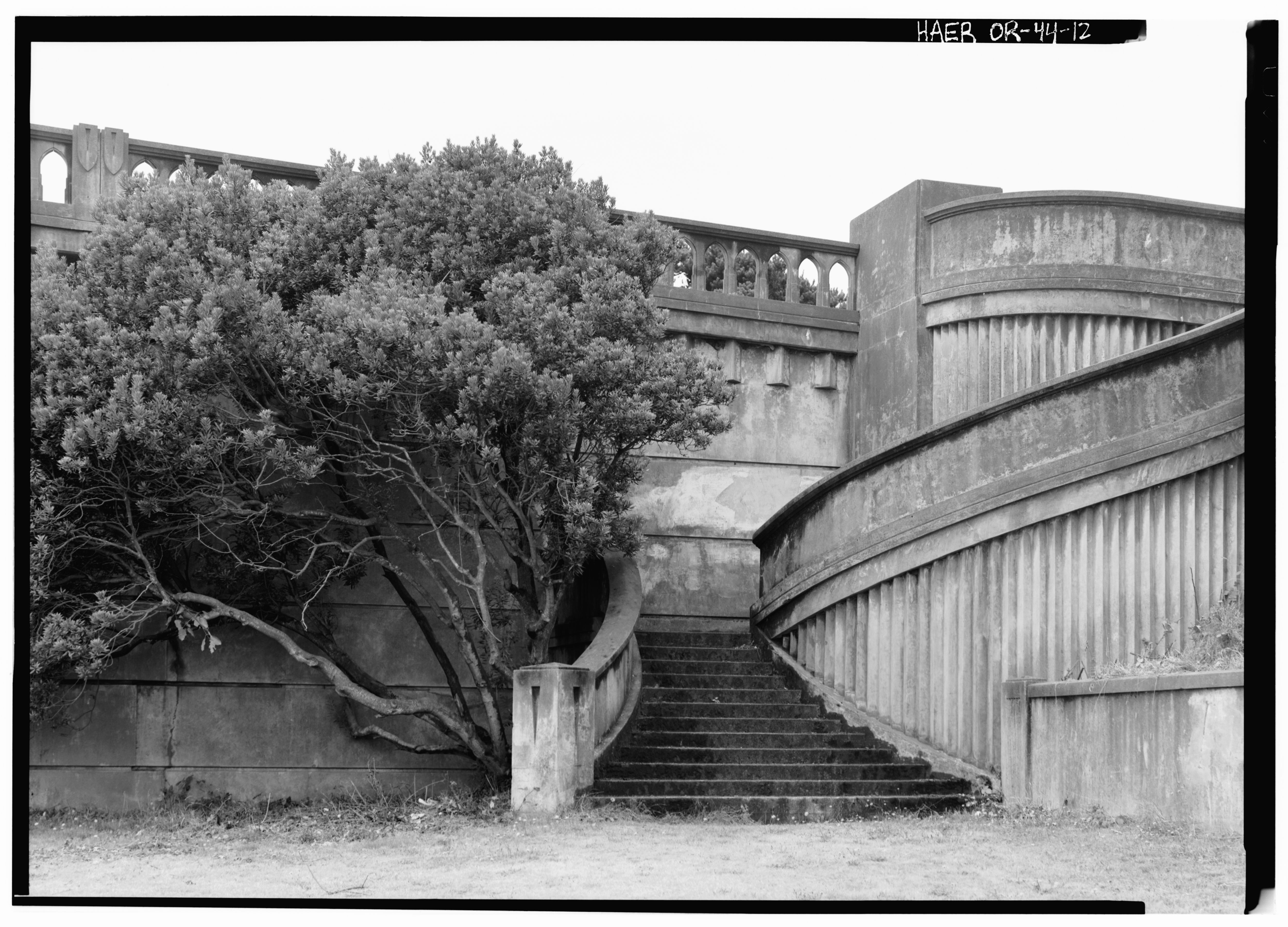
Die nördliche Treppe (Sommer 1990)
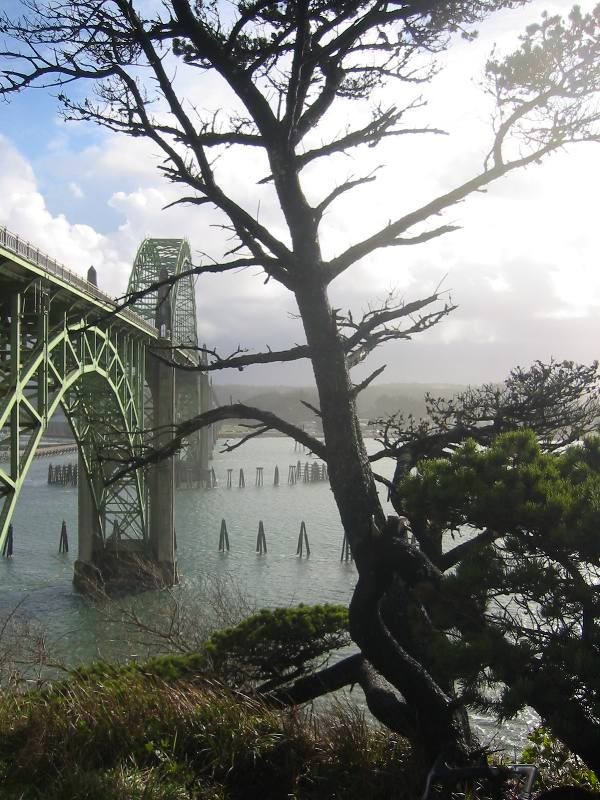
Blick nach Süden